# Colombe du Panama
Leptotila battyi
Espèce
Statut de conservation UICN

 VU B1ab(i,ii,iii,v) : Vulnérable
La Colombe du Panama (Leptotila battyi) est une espèce d’oiseaux de la famille des Columbidae.
Cet oiseau fréquente le versant pacifique du Panama et les îles Cebaco et Coiba.